# Janette Steer
Janette Steer   (Calcuta, 3 de juliol de 1863 - 24 de novembre de 1947) fou una actriu, dramaturga, directora teatral i sufragista estatunidenca, que va viure a Londres.

## Biografia
Janette Steer començà a actuar com a afeccionada, amb la seua germana, la Sra. Mackintosh.
Carrera professional
El 1900, Steer fou directora del Teatre de la Comèdia de Londres. Va acceptar el paper perquè, segons explicava, "odie haver d'interpretar papers que no m'agraden, i ara puc triar el que em vinga de gust". Aquell any va aparéixer en quatre obres curtes: Comedy and Tragedy (Comèdia i Tragèdia) de W. S. Gilbert, Illa the Chosen d'Alicia Ramsey, i escenes de Romeu i Julieta (n'interpretà Romeu) i Hamlet (n'interpretà Hamlet). Steer provocà amenaces, molt publicitades, d'accions legals de W. S. Gilbert contra ella, perquè li molestà la seua interpretació de Galatea. No estava d'acord amb la seua concepció del personatge en un muntatge del 1900 del seu Pigmalió i Galatea. Un tribunal es va negar a emetre una ordre judicial contra Steer per aquest afer.
Altres actuacions de Steer foren, entre d'altres, en aquestes obres: Robinson Crusoe (1886, amb la seua germana, la Sra. Mackintosh), Idols of the Heart (1891, una obra que escrigué i en què actuà), An American Bride (1892), Gudgeons (1893), The Silent Battle (1892-1893), A Bunch of Violets (1894), John-a-Dreams (1894), The Seats of the Mighty (1897), Settled Out of Court (1897), The Liars (1897), Kenyon's Widow (1900), The Sin of a Life (1901), The Queen's Double (1901), A Pageant of Great Women (1909-1910), Edith (1912, produïda per la Lliga Sufragista d'Escriptores), Honourable Women (1913), i The Sphinx (1914, una altra obra de teatre sufragista, que també escrigué Steer), The End of Silence (1915, un acte de recaptació de fons en temps de guerra per a la Reial Societat per a la Prevenció de la Crueltat contra els Animals, RSPCA), i The Passing of the Third Floor Back (1917, un acte de recaptació de fons en temps de guerra per als hospitals de dones escoceses). Steer escrigué, entre d'altres, The Cloven Foot (1890, El peu del bou); Idols of the Heart (1890, Els ídols del cor); All Sorts and Conditions of Men (1902, Tot tipus de condicions dels homes); Geraldine Wants to Know (1911, Geraldine vol saber); i The Sphinx (1914, L'esfinx). Steer formava part de la Lliga Sufragista d'Actrius i escrigué l'assaig "El moviment de sufragi i la salvació de l'ètnia" per a una publicació sufragista del 1912.

## Galeria d'imatges

Marie Antoinette, 1891
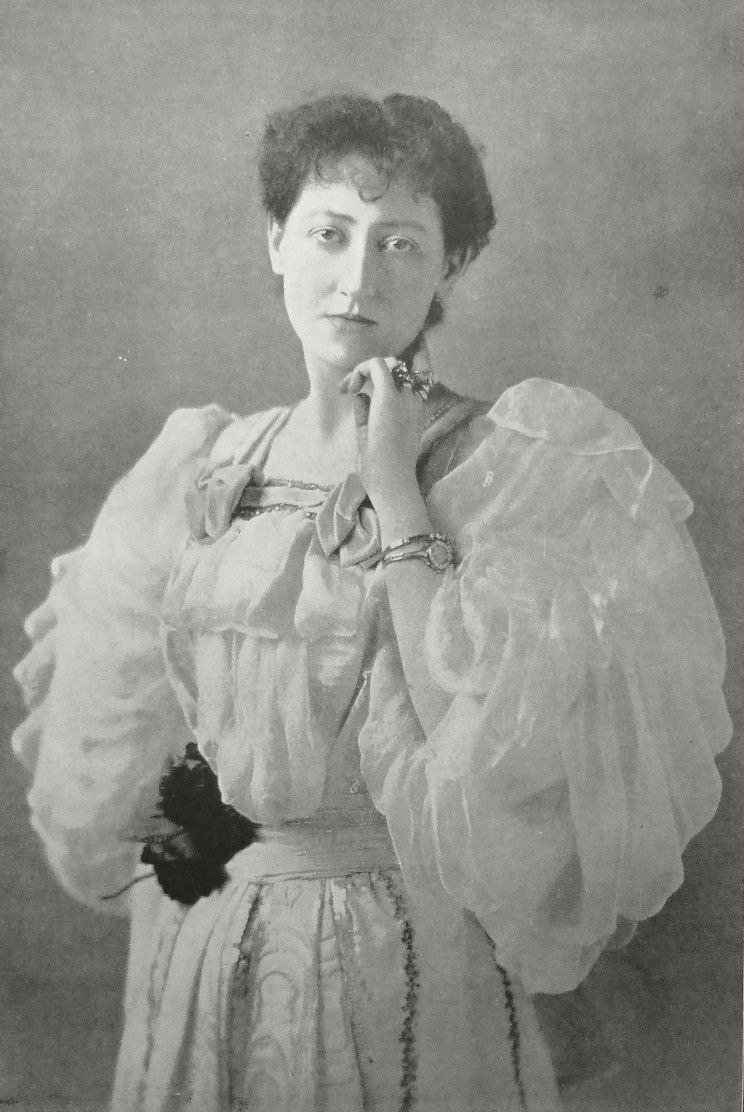
John-a-Dreams, 1894
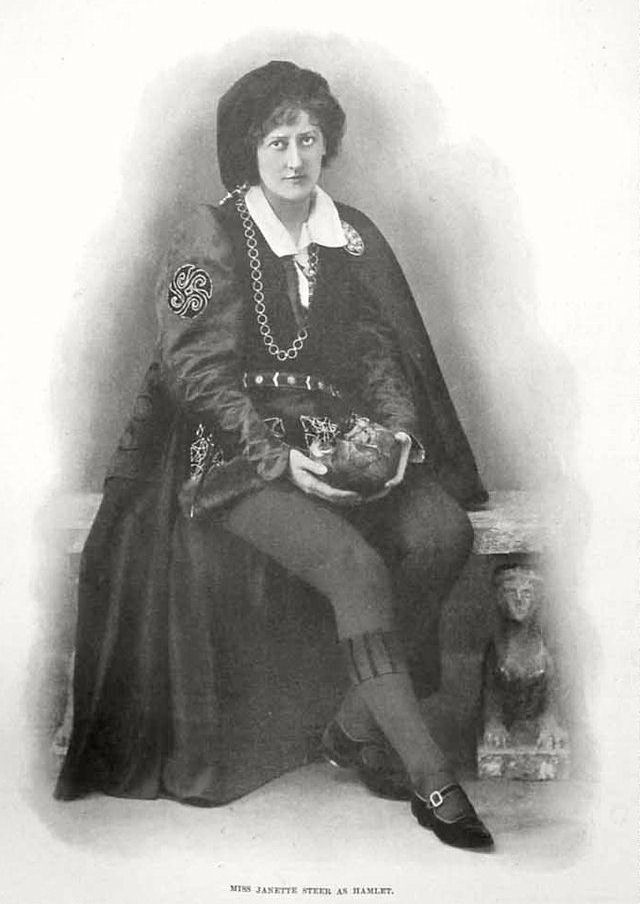
Hamlet, 1899
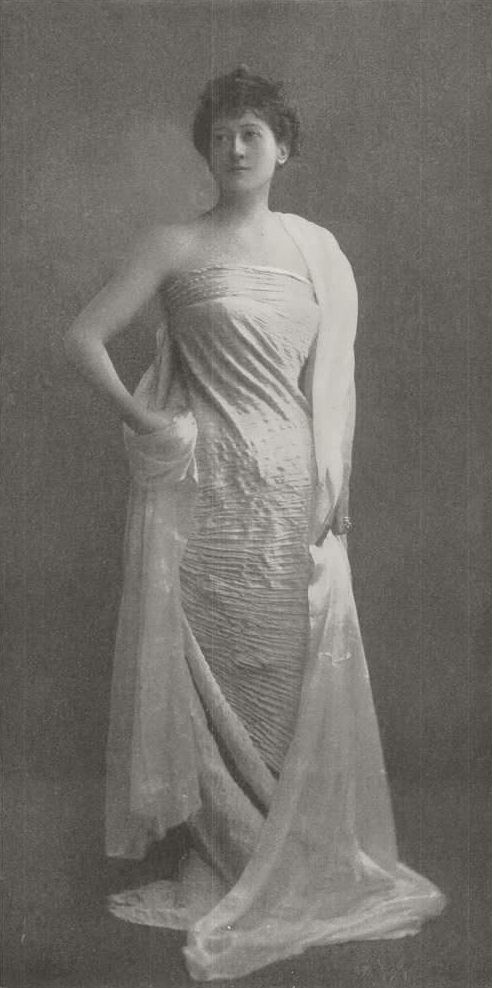
Kenyon's Widow, 1900